# کوه سنت کاترین (گرنادا)
کوه سنت کاترین (به لاتین: Mount Saint Catherine) یک منطقهٔ مسکونی در گرنادا است که در Saint Mark Parish, Grenada واقع شده‌است. کوه سنت کاترین ۸۴۰ متر بالاتر از سطح دریا واقع شده‌است.